# John J. Kepes
John Janos Kepes (ur. 31 marca 1928 w Budapeszcie, zm. 2 lutego 2010 w Overland Park) – węgiersko-amerykański lekarz neuropatolog żydowskiego pochodzenia.
Jego ojciec Pal Kepes był otorynolaryngologiem. Matka zmarła na grypę, gdy miał cztery lata. Jego edukację przerwał wybuch II wojny światowej. Podczas okupacji uzyskał pomoc ambasadora Portugalii na Węgrzech i otrzymał pracę i mieszkanie w ambasadzie dla siebie i swojej rodziny. Po zakończeniu wojny ukończył z wyróżnieniem szkołę średnią i podjął studia medyczne na Uniwersytecie im. Loránda Eötvösa. Po ukończeniu studiów specjalizował się w patologii i pracował w żydowskim szpitalu w Budapeszcie pod kierunkiem dr. Acela. Poznał wtedy swoją przyszłą żonę, lekarkę Magdę Robert, z którą ożenił się w 1950 roku. Po powstaniu węgierskim 1956 emigrował do Stanów Zjednoczonych razem z żoną i córką Martą. Specjalizował się w neuropatologii w Mayo Clinic w Rochester, dzięki pomocy przyjaciela Jamesa W. Kernohana. Przez większą część kariery naukowej pracował w University of Kansas Pathology Department.
Kepes jako pierwszy opisał w 1993 tzw. guzopodobne zmiany demielinizacyjne (ang. tumefactive demyelination). W 1991 razem z Lucienem Rubinsteinem opisał żółtakogwiaździaka pleomorficznego. Za jedną z jego najważniejszych publikacji uważa się monografię z 1982 poświęconą oponiakom.
W 1992 otrzymał tytuł emeritus professor. W 1998 otrzymał Fred W. Stewart Award. Był wybrany na przewodniczącego American Association of Neuropathologists na kadencję 1986-87. członek Royal Society of Medicine, honorowy członek Australian and New Zealand Society of Neuropathology i Alpha-Omega-Alpha Medical Honor Society.
W 2006 przeszedł na emeryturę. Zmarł 2 lutego 2010 w domu spokojnej starości w Overland Park.